# Saint James (parish)
Saint James är en parish i Barbados. Den ligger i den nordvästra delen av landet. Antalet invånare är 21 454. Arean är 31 kvadratkilometer. Den största orten är Holetown.